# Uông Tô Lang
Uông Tô Lang (giản thể: 汪苏泷; phồn thể: 汪蘇瀧; bính âm: Wāng Sūlóng; sinh 17/09/1989) là một ca sỹ, nhạc sỹ người Trung Quốc, ra mắt với EP đầu tiên 慢慢懂 (Hiểu từ từ) vào 19/11/2010. Các ca khúc của Uông Tô Lang từ rap, hiphop đến pop đương đại.

## Giai đoạn đầu đời
Uông Tô Lang sinh trong một giai đình có truyền thống nghệ thuật. Anh là người dân tộc Mãn. Uông Tô lang có niềm yêu thích mãnh liệt với âm nhạc từ khi còn nhỏ. Anh bắt đầu học nhạc cổ điển ở trường trung học cơ sở và được nhận vào trường trung học của Nhạc viện Thẩm Dương ở trường trung học. Anh tốt nghiệp khoa Âm nhạc của Nhạc viện Thẩm Dương.
Trong thời gian học đại học, Uông Tô Lang đã phát hành các tác phẩm của mình trên các trang web phát nhạc trực tuyến và đứng đầu nhiều bảng xếp hạng âm nhạc. Sau đó, anh được hãng thu âm của mình ký hợp đồng và bắt đầu sự nghiệp của mình với tư cách là một ca sĩ kiêm nhạc sĩ chuyên nghiệp.

## Các dấu mốc sự nghiệp
14/05/2010, album đầu tiên của Uông Tô Lang, First được phát hành. 19/11 cùng năm, EP (Extended Play) cá nhân đầu tiên của anh - 慢慢懂 (Hiểu từ từ) được phát hành với sự hợp tác của Nhạc viện Thẩm Dương.
Tháng 3/2012, Uông Tô Lang gia nhập hãng thu âm The Wonderful Music. Vào tháng 8, album thứ hai của anh, 万有引力 (Vạn vật hấp dẫn) được phát hành. 31/12/2012, Uông Tô Lang tham dự Gala chào năm mới của CCTV và song ca cùng Từ Lương (徐良).
16/4/2014, Uông Tô Lang rời The Wonderful Music. Tháng 5, anh thành lập hãng thu âm Elephant Music cùng với Từ Lương và phát hành single "Clear". Tháng 6, Uông Tô Lang tuyên bố thành lập thương hiệu cá nhân SU2. 25/6, anh phát hành album Legendary Movement, trong đó có các yếu tố âm nhạc cổ điển mạnh mẽ.
16/1/2018, Uông Tô Lang hợp tác với Chu Nguyên Băng (朱元冰) trong ca khúc 选我选我 (Chọn anh chọn anh), được phát hành trực tuyến. 1/2/2018, Uông Tô Lang tham dự lễ trao giải thường niên của Cool Dog Music và nhận giải "nam ca sĩ mẫu được yêu thích nhất". 8/2/2018, anh tham gia Gala Lễ hội mùa xuân của truyền hình vệ tinh Hồ Nam.
17/10/2019, Uông Tô Lang được vinh danh là một trong những Người nổi tiếng dưới 30 tuổi của Forbes Trung Quốc năm 2019. 31/12/2019, anh tham gia Dạ tiệc mừng năm mới 2020 của Truyền hình vệ tinh Chiết Giang.
18/1/2020, Uông Tô Lang tham gia Gala Lễ hội mùa xuân của Truyền hình vệ tinh Hồ Nam, song ca cùng Chen Xiang và SNH48.

## Giải thưởng
| Thời gian  | Giải thưởng                                                                           | Hạng mục             | Tác phẩm bầu chọn                                         | Kết quả   |
| ---------- | ------------------------------------------------------------------------------------- | -------------------- | --------------------------------------------------------- | --------- |
| 2010       |                                                                                       |                      | ngôi sao nhỏ                                              | Đoạt giải |
| 25/7/2012  | 百度Ting (Baidu Ting)                                                                 | 網路新神曲           | 萬有引力 (Vận vật hấp dẫn), 第一首情歌 (Bài tình ca số 1) | Đoạt giải |
| 2/12/2012  | 百度沸點 (Điểm sôi Baidu)                                                             | 年度十大金曲         | 風度 (Phong độ)                                           | Đoạt giải |
| 25/1/2013  | 音樂先鋒榜 (Giải thưởng âm nhạc tiên phong)                                           | 創作新人獎           | 萬有引力 (Vạn vật hấp dẫn)                                | Đoạt giải |
| 30/3/2013  | 第20屆東方風雲榜 (Giải thưởng Phong Vân Đông Phương lần thứ 20)                       | 東風新人獎           |                                                           | Đoạt giải |
| 3/1/2015   | 勁歌王頒獎典禮 (Music King)                                                           | 年度最佳唱作人       |                                                           | Đoạt giải |
| 14/11/2015 | 中國新歌榜 (Giải thưởng ca khúc mới Trung Quốc)                                       | 年度最欣賞專輯       | 登陸計畫 (Kế hoạch hạ cánh)                               | Đoạt giải |
| 14/11/2015 | 中國新歌榜 (Giải thưởng ca khúc mới Trung Quốc)                                       | 年度最欣賞十優歌曲   | 年輪 (Vòng tròn năm tháng)                                | Đoạt giải |
| 5/12/2015  | 愛奇藝尖叫之夜 (Đêm iQIYI)                                                            | 年度影視劇金曲       | 年輪 (Vòng tròn năm tháng)                                | Đoạt giải |
| 10/1/2016  | 酷狗繁星盛典 (Lễ trao giải các ngôi sao Kugou)                                        | 年度最佳唱作人       |                                                           | Đoạt giải |
| 121/2016   | 移動視頻風雲盛典 (Lễ trao giải video di động)                                         | 年度突破藝人         |                                                           | Đoạt giải |
| 28/3/2016  | 第23屆東方風雲榜 (Giải thưởng Phong Vân Đông Phương lần thứ 23)                       | 全民選擇歌曲         | 得不到的溫柔 (Sự dịu dàng không có được)                  | Đoạt giải |
| 28/3/2016  | 第23屆東方風雲榜 (Giải thưởng Phong Vân Đông Phương lần thứ 23)                       | 最佳唱作人           |                                                           | Đoạt giải |
| 7/5/2017   | MusicRadio全球流行音樂年度盛典 (Lễ trao giải âm nhạc thịnh hành toàn cầu Music Radio) | 年度二十大金曲       | 一笑傾城 (Nhất tiếu khuynh thành)                         | Đoạt giải |
| 7/5/2017   | MusicRadio全球流行音樂年度盛典 (Lễ trao giải âm nhạc thịnh hành toàn cầu Music Radio) | 年度傳媒推薦創作歌手 |                                                           | Đoạt giải |
| 29/3/2016  | 2016 酷音樂亞洲盛典 (Lễ trao giải âm nhạc Kool châu Á 2016)                           | 年度最佳運動歌單     | 地動山搖 (Đất rung núi chuyển)                            | Đoạt giải |
| 26/3/2018  | 第25屆東方風雲榜 (Giải thưởng Phong Vân Đông Phương lần thứ 25)                       | 年度概念專輯         | 萊芙 (Live)                                               | Đoạt giải |
| 26/3/2018  | 第25屆東方風雲榜 (Giải thưởng Phong Vân Đông Phương lần thứ 25)                       | 最受歡迎創作歌手     |                                                           | Đoạt giải |
| 29/11/2018 | 2018亞洲音樂盛典 (Lễ trao giải âm nhạc châu Á 2018)                                   | 年度最佳專輯         | 克制兇猛 (Kiềm chế hung hăng)                             | Đoạt giải |
| 29/11/2018 | 2018亞洲音樂盛典 (Lễ trao giải âm nhạc châu Á 2018)                                   | 最佳創作歌手         |                                                           | Đoạt giải |
| 11/5/2019  | 音樂先鋒榜 (Giải thưởng âm nhạc tiên phong)                                           | 內地最佳專輯         | 克制兇猛 (Kiềm chế hung hăng)                             | Đoạt giải |
| 11/5/2019  | 音樂先鋒榜 (Giải thưởng âm nhạc tiên phong)                                           | 先鋒全能歌手大獎     |                                                           | Đoạt giải |
| 11/5/2019  | 音樂先鋒榜 (Giải thưởng âm nhạc tiên phong)                                           | 最佳先鋒創作歌手     |                                                           | Đoạt giải |
| 11/5/2019  | 音樂先鋒榜 (Giải thưởng âm nhạc tiên phong)                                           | 先鋒金曲             | 全世界陪我失眠 (Cả thế giới mất ngủ cùng tôi)             | Đoạt giải |

## External links
- Uông Tô Lang trên Facebook
- Uông Tô Lang trên Sina Weibo